# Igualtat (matemàtiques)
En matemàtiques, s'anomena igualtat a una expressió que indica l'equivalència entre dues entitats. Les igualtats s'indiquen amb el símbol =, de manera que donades dues entitats x i y, x=y només si x i y són iguals.
Formalment el concepte d'igualtat té definicions que poden diferir segons la base axiomàtica de partida. Usualment es defineix la igualtat en un conjunt C com aquella relació d'equivalència ~ tal que el conjunt quocient C/~ coincideix amb C. En la Teoria de conjunts de Zermelo-Fraenkel, la igualtat es defineix a partir de l'axioma d'extensionalitat.

## Identitats
Una igualtat algebraica és una igualtat on les dues entitats equivalents són expressions algebraiques. D'altra banda, una identitat és una igualtat que es compleix per qualsevol valor de les variables. Per exemple, són identitats les següents igualtats:
{\displaystyle (a+b)^{2}=a^{2}+2ab+b^{2}}
{\displaystyle 3x+4y-x=2x+4y}
{\displaystyle {(a^{3})}^{x}=a^{3x}}
Tanmateix, l'expressió següent és una igualtat, però no és una identitat perquè només es compleix per a certs valors de x:
{\displaystyle x^{3}-x^{2}=5+2x}
Les igualtats que només es compleixen per a certs valors de les variables s'anomenen equacions i són molt útils per a la resolució de cert tipus de problemes.